# Цурикова
Цурикова — опустевшая деревня в Карачевском районе Брянской области в составе Ревенского сельского поселения.

## География
Находится в восточной части Брянской области на расстоянии приблизительно 25 км по прямой на юг-юго-запад от районного центра города Карачев.

## История
Упоминалась с середины XVIII века, бывшее владение Львовых, Волконских, Эссенов, Бутурлиных и других помещиков. В 1866 году здесь (деревня Карачевского уезда Орловской губернии) было учтено 8 дворов. По состоянию на 2020 год опустела.

## Население
Численность населения: 103 человека (1866 год), 190 (1926), 7 человек в 2002 году (русские 100 %), 1 в 2010.